# Полянский, Иван Тихонович
Иван Тихонович Полянский (15 мая 1909, Майкоп — 25 марта 1989, Майкоп) — передовик советского сельского хозяйства, комбайнёр Майкопской машино-тракторной станции Адыгейской автономной области (ныне — Республики Адыгея) Герой Социалистического Труда (17 июля 1951).

## Биография
Родился 15 мая 1909 года в городе Майкоп в семье служащего. Семья была большая, заработка отца не хватало, чтобы свести концы с концами. И двенадцатилетний Ваня стал пасти скот у богатых. В 1929 году семья Полянских одной из первых вступила в колхоз. Ивану тогда уже было двадцать лет, и по-ударному он трудился в колхозе.
С 1931 по 1933 год служил в Красной армии. После армии снова вернулся в колхоз, стал работать машинистом на молотилке. Затем, окончив школу механизации сельского хозяйства, получил профессию комбайнёра. В предвоенный период переехал в Ставрополье, работал комбайнёром Султанской МТС. 
Когда началась Великая Отечественная война, был мобилизован и работал шофёром.
Демобилизовавшись из армии в 1946 году, Иван Тихонович вернулся в родные края. И с тех пор он трудится на Майкопском отделении «Сельхозтехники». Кем только не пришлось быть механизатору широкого профиля за эти годы! Работал он и трактористом, и комбайнёром, и токарем, и слесарем-мотористом. Работал на совесть, всегда ставили его в пример другим.
В 1950 году по примеру знатного механизатора Кубани Дмитрия Гонтаря в Адыгее широко развернулось соревнование комбайнёров за высокие темпы и отличное качество на жатве.
Указом Президиума Верховного Совета СССР от 17 июля 1951 года Полянскому Ивану Тихоновичу - комбайнёру Майкопской МТС, намолотившему комбайном «Сталинец - 1» с убранной площади за 24 рабочих дня 8777 центнеров зерновых культур присвоено звание Героя Социалистического Труда с вручением ордена Ленина и золотой медали «Серп и Молот». Этим-же указом  высокое звание получил его товарищ по МТС Моргунов Г. И..
За высокие намолоты зерна награждён двумя медалями «За трудовую доблесть». Является многократным участником сначала ВСХВ, а затем ВДНХ, а в 1957 году он был награждён бронзовой медалью выставки ВДНХ.
Член КПСС с 1965 года. Избирался депутатом Адыгейского областного Совета народных депутатов пятого, шестого, седьмого и восьмого созывов.
В последние годы работал слесарем Майкопского отделения «Сельхозтехники». Как опытному механизатору, ему доверили работать на самом ответственном участке — в цехе ремонта моторов. И он с честью справляется с порученным делом, систематически перевыполнял сменные задания. Иван Тихонович ударник коммунистического труда, награждён юбилейной медалью «За доблестный труд. В ознаменование 100-летия со дня рождения В. И. Ленина» и «За доблестный труд в Великой Отечественной войне 1941—1945 гг.».
Персональный пенсионер союзного значения, жил и работал в городе Майкоп.
Умер 25 марта 1989 года. Похоронен в Майкопе.

## Награды
- Золотая медаль «Серп и Молот» (17.07.1951);
- Орден Ленина (17.07.1951);
- Медаль «В ознаменование 100-летия со дня рождения Владимира Ильича Ленина» (06.04.1970);
- Медаль «За трудовую доблесть» (17.06.1950)
- Медаль «За трудовую доблесть» (28.05.1952)
- Медаль «За доблестный труд в Великой Отечественной войне 1941—1945 гг.»

## Память

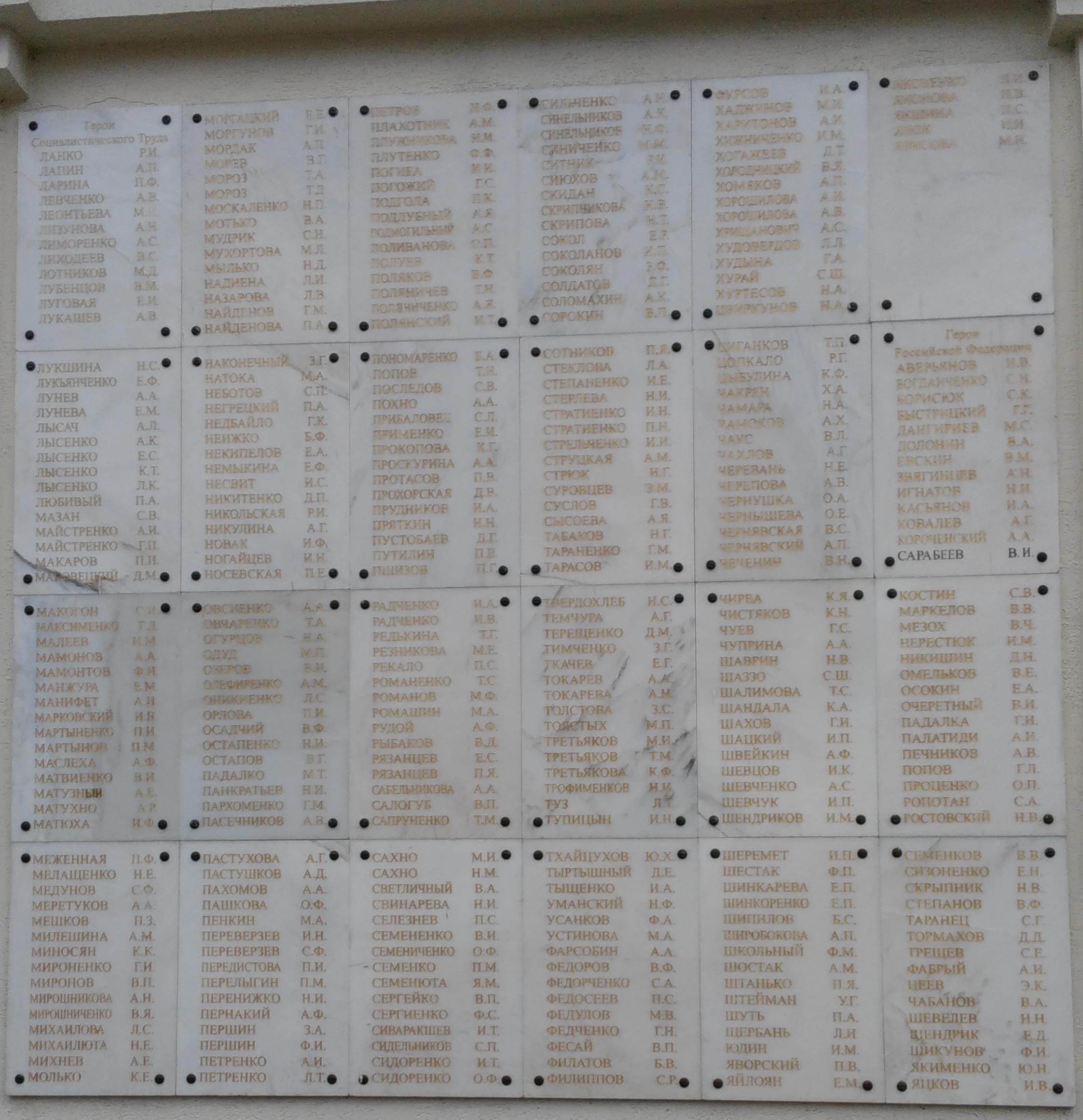
Мемориальная доска с именами Героев Социалистического Труда Кубани и Адыгеи. Краснодар 2017

- На могиле установлен надгробный памятник.
- Имя Героя золотыми буквами вписано на мемориальной доске в Краснодаре